# Atractus elaps
Atractus elaps — вид змій родини полозових (Colubridae). Мешкає в Амазонії.

## Поширення і екологія
Atractus elaps поширені в Бразильській Амазонії, на заході Колумбії, Еквадору і Перу та на півдні Венесуели. Вони живуть у вологих тропічних лісах, трапляються на плантаціях і в садах. Зустрічаються на висоті від 100 до 1900 м над рівнем моря. Живляться дощовими черв'яками, відкладають яйця.